# 楊辟邪
楊辟邪，6世紀仇池氐人，是仇池首領楊紹先的兒子。
楊紹先死後，由楊辟邪繼承（《梁書》稱紹先之子楊智慧繼承）。545年，西魏在武興置東益州，以楊辟邪為刺史。552年，楊辟邪據州反，被西魏出兵鎮壓。
| 前任： 楊紹先 | 仇池首領 545年－？ | 繼任： ？ |